# Roy Beerens
Roy Johannes Hendricus Beerens (Bladel, 22 december 1987) is een Nederlands voormalig betaald voetballer die doorgaans als vleugelaanvaller speelde. Beerens debuteerde in augustus 2010 in het Nederlands voetbalelftal waarvoor hij tweemaal uitkwam.

## Clubcarrière

### PSV
Tot 2003 speelde Beerens zijn wedstrijden in de jeugd van PSV tot de komst van hoofd opleidingen Joop Brand. Brand hevelde hem over naar de B1. Na een jaar bij de A1 mocht hij het in het seizoen 2005/06 proberen in het tweede elftal van PSV en regelmatig met het eerste meetrainen. Ook mocht hij mee op trainingskamp voor het toernooi om de Peace Cup in Zuid-Korea, als voorbereiding op het seizoen. In de wedstrijd tegen het Colombiaanse Once Caldas mocht Beerens in de basis beginnen. Op 25 maart 2006 maakte hij zijn officiële debuut voor PSV. In de wedstrijd uit tegen Willem II (3-0 winst) viel hij in voor Arouna Koné. Het eerste officiële doelpunt van Beerens voor het eerste elftal van PSV was op 15 oktober 2006 in de thuiswedstrijd tegen Roda JC.

### N.E.C.
Op 30 december 2006 bereikten PSV en N.E.C. overeenstemming over de verhuur van Beerens aan de ploeg uit Nijmegen van 1 januari 2007 tot aan de zomer. Bij NEC scoorde hij onder meer in de derby tegen Vitesse. Ook maakte hij in deze periode zijn debuut bij Jong Oranje.

### SC Heerenveen
Aan het einde van het seizoen 2007-2008 wilde PSV het contract van Beerens verlengen dat nog één jaar doorliep. Hij koos in plaats daarvan voor een definitieve verkoop aan sc Heerenveen, waar hij in mei 2009 zijn contract verlengde tot aan de zomer van 2013. Bij Heerenveen bloeide de aanvaller uit tot een publiekslieveling. Onder trainer Gertjan Verbeek speelde hij bijna iedere wedstrijd. Hoewel hij in zijn laatste seizoenen wel bijna iedere wedstrijd speelde werden zijn speelminuten wel steeds minder, zijn basisplaats was hij kwijt geraakt aan Luciano Narsingh. Hierdoor kwam de wens van Beerens om te vertrekken, iets waar het bestuur wel aan mee wilde werken vanwege zijn bewezen diensten voor de club.

### AZ
Beerens maakte in augustus 2011 de overstap naar AZ, de club die op dat moment onder leiding stond van Gertjan Verbeek. Hij tekende er een contract voor vier jaar. AZ deed zelf geen mededelingen over de transfersom.

### Hertha BSC
Beerens tekende in juli 2014 een driejarig contract bij Hertha BSC, de nummer elf van de Bundesliga in het voorgaande seizoen. Dat betaalde circa € 1.500.000,- voor hem aan AZ. Hij speelde in zijn eerste jaar bij de Duitse club 27 competitiewedstrijden, maar verdween daarna naar de achtergrond.

### Reading
Beerens tekende in juli 2016 een driejarig contract bij Reading, op dat moment actief in de Championship. Hier kwam hij te spelen onder Jaap Stam, die er eerder die maand aan zijn eerste betrekking als hoofdcoach begon. Beerens werd bij Reading teamgenoot van onder meer zijn landgenoten Danzell Gravenberch en Joey van den Berg, allebei dan eveneens net aangetrokken.

### Vitesse
In januari 2018 zet Beerens zijn loopbaan voort bij Vitesse. Hij tekende een contract voor 3,5 jaar bij de Arnhemmers. Na een sterk begin in 2018 onder Henk Fraser, volgde een conflict met de Russische coach Leonid Sloetski. Vervolgens raakte Beerens volledig uit beeld. Op 24 december 2020 werd bekendgemaakt dat Beerens en Vitesse per direct uit elkaar gingen en dat hij een punt heeft gezet achter zijn carrière als profvoetballer.

## Clubstatistieken
| Seizoen | Club          | Competitie   | Competitie | Competitie | Beker | Beker | Internationaal | Internationaal | Overig | Overig | Totaal | Totaal |
| Seizoen | Club          | Competitie   | Wed.       | Dlp.       | Wed.  | Dlp.  | Wed.           | Dlp.           | Wed.   | Dlp.   | Wed.   | Dlp.   |
| ------- | ------------- | ------------ | ---------- | ---------- | ----- | ----- | -------------- | -------------- | ------ | ------ | ------ | ------ |
| 2005/06 | PSV           | Eredivisie   | 2          | 0          | 0     | 0     | —              | —              | —      | —      | 2      | 0      |
| 2006/07 | PSV           | Eredivisie   | 7          | 1          | 0     | 0     | 2              | 0              | —      | —      | 9      | 1      |
| 2006/07 | → N.E.C.      | Eredivisie   | 14         | 2          | 0     | 0     | —              | —              | —      | —      | 14     | 2      |
| 2007/08 | sc Heerenveen | Eredivisie   | 28         | 6          | 1     | 0     | 2              | 0              | 4      | 0      | 35     | 6      |
| 2008/09 | sc Heerenveen | Eredivisie   | 29         | 9          | 6     | 2     | 5              | 0              | —      | —      | 40     | 11     |
| 2009/10 | sc Heerenveen | Eredivisie   | 29         | 4          | 2     | 0     | 6              | 0              | 1      | 0      | 38     | 4      |
| 2010/11 | sc Heerenveen | Eredivisie   | 28         | 6          | 1     | 0     | —              | —              | —      | —      | 29     | 6      |
| 2011/12 | AZ            | Eredivisie   | 26         | 3          | 4     | 0     | 12             | 0              | —      | —      | 42     | 3      |
| 2012/13 | AZ            | Eredivisie   | 34         | 5          | 5     | 0     | 2              | 0              | —      | —      | 41     | 5      |
| 2013/14 | AZ            | Eredivisie   | 33         | 5          | 4     | 0     | 13             | 0              | 1      | 0      | 51     | 5      |
| 2014/15 | Hertha BSC    | Bundesliga   | 27         | 4          | 2     | 1     | —              | —              | —      | —      | 29     | 5      |
| 2015/16 | Hertha BSC    | Bundesliga   | 2          | 0          | 1     | 0     | —              | —              | —      | —      | 3      | 0      |
| 2016/17 | Reading       | Championship | 40         | 6          | 3     | 1     | —              | —              | —      | —      | 43     | 7      |
| 2017/18 | Reading       | Championship | 17         | 2          | 3     | 0     | —              | —              | —      | —      | 20     | 2      |
| 2017/18 | Vitesse       | Eredivisie   | 12         | 1          | 0     | 0     | —              | —              | 4      | 0      | 16     | 1      |
| 2018/19 | Vitesse       | Eredivisie   | 16         | 1          | 2     | 0     | 4              | 1              | —      | —      | 22     | 2      |
| 2019/20 | Vitesse       | Eredivisie   | 0          | 0          | 0     | 0     | —              | —              | —      | —      | 0      | 0      |
| 2020/21 | Vitesse       | Eredivisie   | 0          | 0          | 0     | 0     | —              | —              | —      | —      | 0      | 0      |
| Totaal  |               |              | 344        | 55         | 34    | 4     | 46             | 1              | 10     | 0      | 434    | 60     |

## Interlandcarrière
Beerens debuteerde op 11 augustus 2010 in het Nederlands voetbalelftal in een oefeninterland tegen Oekraïne. Bondscoach Bert van Marwijk gunde 22 van de 23 spelers van de selectie van het WK 2010 rust en selecteerde in plaats daarvan zeventien anderen, waaronder Beerens. Beerens werd na zijn debuut weer opgeroepen na ruim een jaar tijd. Hij werd opgeroepen op 8 november 2011 voor de vriendschappelijke duels tegen Zwitserland en Duitsland. Hij verving de met rugklachten kampende Derk Boerrigter.
| Interlands van Roy Beerens voor Nederland | Interlands van Roy Beerens voor Nederland | Interlands van Roy Beerens voor Nederland | Interlands van Roy Beerens voor Nederland | Interlands van Roy Beerens voor Nederland | Interlands van Roy Beerens voor Nederland |
| №                                         | Datum                                     | Wedstrijd                                 | Uitslag                                   | Competitie                                | Goals                                     |
| ----------------------------------------- | ----------------------------------------- | ----------------------------------------- | ----------------------------------------- | ----------------------------------------- | ----------------------------------------- |
|                                           |                                           |                                           |                                           |                                           |                                           |
| Als speler bij sc Heerenveen              |                                           |                                           |                                           |                                           |                                           |
| 1.                                        | 11 augustus 2010                          | Oekraïne – Nederland                      | 1 – 1                                     | Vriendschappelijk                         |                                           |
| Als speler bij AZ                         |                                           |                                           |                                           |                                           |                                           |
| 2.                                        | 15 november 2011                          | Duitsland – Nederland                     | 3 – 0                                     | Vriendschappelijk                         |                                           |

## Erelijst
| Competitie             |        |         |     |     |
| Competitie             | Aantal | Jaren   |     |     |
| PSV                    | PSV    | PSV     | PSV | PSV |
| ---------------------- | ------ | ------- | --- | --- |
| Eredivisie             | 1x     | 2005/06 |     |     |
| sc Heerenveen          |        |         |     |     |
| KNVB beker             | 1x     | 2008/09 |     |     |
| AZ                     |        |         |     |     |
| KNVB beker             | 1x     | 2012/13 |     |     |
| Nederland -21          |        |         |     |     |
| Europees kampioenschap | 1x     | 2007    |     |     |